# Bexhill United F.C.
Câu lạc bộ bóng đá Bexhill United là một câu lạc bộ bóng đá có trụ sở ở Bexhill-on-Sea, East Sussex, Anh. Đội hiện là thành viên của Southern Combination Premier Division và thi đấu trên sân The Polegrove. Được thành lập vào năm 2002 dưới sự hợp nhất của Bexhill AAC và Bexhill Town, câu lạc bộ trực thuộc Sussex County Football Association.

## Lịch sử

### Bexhill Town
Ban đầu được biết đến với cái tên Allen West, câu lạc bộ đã vô địch Brighton, Hove & District League vào mùa giải 1922-23 và chuyển lên giải Sussex County League vào mùa giải 1923-24. trước khi trở thành Bexhill vào cuối mùa giải 1926-27. Năm 1946, câu lạc bộ đổi tên thành Bexhill Town và trở thành câu lạc bộ chị em với câu lạc bộ địa phương Bexhill Amateur Athletic Club.
Năm 1950 câu lạc bộ đổi tên thành Bexhill Town Athletic sau khi hợp nhất với Bexhill Amateur Athletic Club. Sussex League có thêm hạng đấu thứ hai vào năm 1952, với câu lạc bộ được xếp vào Division One. Đội đã vô địch League Cup mùa giải 1955-56, và mùa giải tiếp theo, họ đã giành được chức vô địch Sussex County League đầu tiên. Vào mùa giải 1957-58, họ kết thúc với tư cách á quân mùa giải tiếp theo và giành được Sussex Royal Ulster Rifles Charity Cup. Câu lạc bộ tiếp tục giành được các chức vô địch liên tiếp mùa giải 1965-66 và 1966-67 trước khi kết thúc với vị trí á quân mùa giải 1968-69.
Năm 1969 câu lạc bộ tách ra từ Bexhill Amateur Athletic Club và đổi tên thành Bexhill Town. Sau đó, đội trải qua 12 mùa giải tiếp theo ở Division One, vô địch RUR Cup lần thứ hai vào mùa giải 1973-74, trước khi bị xuống hạng ở Division Two vào cuối mùa giải 1980-81, xếp cuối bảng. Đội đã xuống hạng một lần nữa sau khi kết thúc Division Two mùa giải 1984-85, nhưng được thăng hạng từ Division Three ở lần đầu tiên thử sức với tư cách á quân ở mùa giải 1985-86. Sau khi vô địch Division Two mùa giải 1989-90, câu lạc bộ trở lại Division One. Tuy nhiên, câu lạc bộ lại bị xuống hạng đến Division Two vào cuối mùa giải 1993-94 và sau đó là Division Three vào cuối mùa giải 1997-98 sau khi xếp cuối bảng Division Two. Trong mùa giải 1999-2000, đội đã giành được Division Three Cup.
Năm 2002, câu lạc bộ sáp nhập lại với Bexhill Amateur Athletic Club và đổi tên thành Bexhill United.

### Bexhill United
Vào mùa giải 2004-05, câu lạc bộ mới đã kết thúc với vị trí á quân ở Division Three, giành quyền thăng hạng lên Division Two. Tuy nhiên, mùa giải tiếp theo chứng kiến câu lạc bộ xếp cuối bảng, sau đó đội bị xuống hạng trở lại Division Three. Hai câu lạc bộ hủy hợp nhất một lần nữa vào năm 2005, nhưng Bexhill United vẫn giữ tên của mình.
Mùa giải 2007-08, Bexhill kết thúc với vị trí á quân ở Division Three, được thăng hạng trở lại Division Two. Đội cũng đã giành được cả hai giải Division Three Challenge Cup và Sussex Intermediate Cup. Mặc dù đã bị xuống hạng trở lại Division Three vào cuối mùa giải sau đó, đội đã trở lại Division Two một lần nữa sau khi kết thúc với vị trí á quân ở Division Three mùa giải 2009-10. Vào mùa giải 2011-12, đội đã giành được Hastings Senior Cup với chiến thắng 4-3 trước Sidley United. Năm 2015, giải đấu được đổi tên thành Southern Combination, với việc Division Two trở thành Division One.

## Sân vận động
Bexhill United chơi các trận sân nhà tại The Polegrove ở Brockley Road. Sân có một khán đài giả Tudor được xây dựng vào năm 1929.

## Danh hiệu
- Southern Combination
  - Vô địch 1956-57, 1965-66, 1966-67
  - Vô địch Division Two 1989-90
  - Vô địch John O'Hara League Cup 1955-56
  - Vô địch Division Three Cup 1999-2000, 2007-08
- Sussex RUR Cup
  - Vô địch 1957-58, 1973-74
- Hastings Senior Cup
  - Vô địch 2011-12
- Sussex Intermediate Cup
  - Vô địch 2007-08

## Kỉ lục
- Vị trí cao nhất giải quốc nội: thứ 1 ở Sussex County League Division One 1956-57, 1965-66, 1966-67[7]
- Thành tích tốt nhất tại Cúp FA: Vòng loại thứ hai, 1946-47, 1948-49, 1962-63, 1966-67, 1967-68, 1970-71, 1972-73, 1976-77[7]
- Thành tích tốt nhất tại FA Vase: Vòng Bốn, 1976-77[7]